# Miss Supranational 2023
Miss Supranational 2023 – 14. wybory Miss Supranational. Konkurs odbył się 14 lipca 2023, po raz trzeci w Amfiteatrze Parku Strzeleckiego w Nowym Sączu. Zwyciężczynią została Andrea Aguilera z Ekwadoru. 
Podczas gali finałowej wystąpili Sara Chmiel oraz Gromee, Shontelle i Sara James.
23 listopada 2022 Miss Supranational Organization poinformowało o podniesieniu maksymalnego wieku uczestniczek z 28 do 33 lat.

## Rezultaty
| Tytuł                   | Laureatka |
| ----------------------- | --- |
| Miss Supranational 2023 | - Ekwador – Andrea Aguilera |
| 1. wicemiss             | - Filipiny – Pauline Amelinckx |
| 2. wicemiss             | - Brazylia – Sancler Frantz |
| 3. wicemiss             | - Wielka Brytania – Emma Collingridge |
| 4. wicemiss             | - Wietnam – Ngân Đặng Thanh |
| Top 12                  | - Dominikana – Crystal Matos - Gibraltar – Michelle Lopez Desoisa - Holandia – Luna-Isabella Stienstra - Indie – Pragnya Ayyagari - Meksyk – Vanessa López - Peru – Valeria Flórez - Portoryko – Camille Fabery |
| Top 24                  | - Botswana – Dabilo Moses - Curaçao – Andreina Pereira - Hiszpania – Lola Wilson - Indonezja – Yasinta Aurellia - Kolumbia – Valentina Mora - Malezja – Deidre Walker - Polska – Aleksandra Klepaczka - Południowa Afryka – Ayanda Thabethe - Salwador – Luciana Martínez - Tajlandia – Patraporn Wang - Wenezuela – Selene Delgado - Zimbabwe – Sakhile Dube |

Po finale ujawniono szczegółowe TOP 30 konkursu:
|  | - 1. Ekwador – Andrea Aguilera - 2. Filipiny – Pauline Amelinckx - 3. Brazylia – Sancler Frantz - 4. Wielka Brytania – Emma Collingridge - 5. Wietnam – Ngân Đặng Thanh - 6. Peru – Valeria Flórez - 7. Indie – Pragnya Ayyagari - 8. Meksyk – Vanessa López - 9. Portoryko – Camille Fabery - 10. Dominikana – Crystal Matos | - 11. Gibraltar – Michelle Lopez Desoisa - 12. Holandia – Luna-Isabella Stienstra - 13. Zimbabwe – Sakhile Dube - 14. Curaçao – Andreina Pereira - 15. Kolumbia – Valentina Mora - 16. Południowa Afryka – Ayanda Thabethe - 17. Tajlandia – Patraporn Wang - 18. Hiszpania – Lola Wilson - 19. Indonezja – Yasinta Aurellia - 20. Botswana – Dabilo Moses | - 21. Salwador – Luciana Martínez - 22. Wenezuela – Selene Delgado - 23. Polska – Aleksandra Klepaczka - 24. Malezja – Deidre Walker - 25. Kuba – Monica Aguilar - 26. Kanada – Alexa Marie Grant - 27. Islandia – Ísabella Þorvaldsdótti - 28. Nikaragua – Katherine Burgos Reyes - 29. Rumunia – Ioana-Izabela Hotăran - 30. Togo – Mathilde Honyiglo |

## Kontynentalne Królowe Piękności
| Kontynent | Laureatka                            |
| --------- | ------------------------------------ |
| Afryka    | - Zimbabwe – Sakhile Dube            |
| Ameryki   | - Peru – Valeria Flórez              |
| Azja      | - Indie – Pragnya Ayyagari           |
| Karaiby   | - Curaçao – Andreina Pereira         |
| Europa    | - Gibraltar – Michelle Lopez Desoisa |

## Jurorzy

### Preeliminacje
- Lalela Mswane – Miss Supranational 2022
- Srinidhi Shetty – Miss Supranational 2016
- Adinda Cresheilla – 3. wicemiss Miss Supranational 2022
- Luis Daniel Gálvez – Mister Supranational 2022
- Andre Sleigh – dyrektor kreatywny konkurs Miss i Mister Supranational

### Finał
- Srinidhi Shetty – Miss Supranational 2016
- Lalela Mswane – Miss Supranational 2022
- Luis Daniel Gálvez – Mister Supranational 2022
- Marcelina Zawadzka – Miss Polonia 2011
- Robert Czepiel – dyrektor generalny w firmie Jubiler Schubert
- Patrycja Tuchlińska – członek Rady Nadzorczej JW Construction
- Shontelle – piosenkarka
- Gerhard Parzutka von Lipiński – prezes zarządu Nowa Scena, prezydent wykonawczy konkursu Miss Supranational

## Nagrody specjalne
| Tytuł                      | Laureautka                          |
| -------------------------- | ----------------------------------- |
| Najlepszy kostium narodowy | Tajlandia – Patraporn Wang          |
| Miss Fotogeniczności       | Salwador – Luciana Martínez         |
| Miss Koleżeńskości         | Południowa Afryka – Ayanda Thabethe |
| Contestants' Choice        | Curaçao – Andreina Pereira          |

Supra Model of the Year
- Zwyciężczyni automatycznie awansowała do TOP 24

| Rezultat     | Uczestniczka | Uczestniczka |
| ------------ | --- | --- |
| Zwyciężczyni | - Zimbabwe – Sakhile Dube | - Zimbabwe – Sakhile Dube |
| Top 5        | Afryka | Zimbabwe – Sakhile Dube |
| Top 5        | Ameryka | Kolumbia – Valentina Mora |
| Top 5        | Azja | Tajlandia – Patraporn Wang |
| Top 5        | Karaiby | Bahamy – Maliqué Maranda |
| Top 5        | Europa | Czechy – Marie Jedličková |
| Top 10       | - Hiszpania – Lola Wilson - Malezja – Deidre Walker - Portoryko – Camille Fabery - Stany Zjednoczone – Rylee Spinks - Wybrzeże Kości Słoniowej – Yasmine Wognin | - Hiszpania – Lola Wilson - Malezja – Deidre Walker - Portoryko – Camille Fabery - Stany Zjednoczone – Rylee Spinks - Wybrzeże Kości Słoniowej – Yasmine Wognin |

Supra Chat
- Zwyciężczyni automatycznie awansowała do TOP 24

| Rezultat    | Uczestniczka |
| ----------- | --- |
| Zwycięzcyni | - Filipiny – Pauline Amelinckx |
| Top 5       | - Indie – Pragnya Ayyagari - Kanada – Alexa Marie Grant - Peru – Valeria Flórez - Południowa Afryka – Ayanda Thabethe                                                     |
| Top 10      | - Brazylia – Sancler Frantz - Haiti – Merlie Fleurizard - Nikaragua – Katherine Burgos Reyes - Rumunia – Ioana-Izabela Hotăran - Wielka Brytania – Emma Rose Collingridge |

Miss Supra Influencer
| Rezultat     | Uczestniczka |
| ------------ | --- |
| Zwyciężczyni | - Brazylia – Sancler Frantz |
| Top 7        | - Wietnam – Ngân Đặng Thanh (Challenge 1 - Facebook) - Meksyk – Vanessa López (Challenge 2 - Instagram) - Paragwaj – Fabiola Martínez (Challenge 2 - Instagram) - Filipiny – Pauline Amelinckx (Challenge 3 - YouTube) - Kanada – Alexa Marie Grant (Challenge 4 - Facebook) - Indonezja – Yasinta Aurellia (Challenge 5 - Instagram) |

Miss Talentu
| Rezultat     | Uczestniczka |
| ------------ | --- |
| Zwyciężczyni | - Korea Południowa – Jenna Roh |
| Top 8        | - Bahamy – Malique Maranda - Kanada – Alexa Marie Grant - Hongkong – Vinci Chan - Indie – Pragnya Ayyagari - Islandia – Ísabella Þorvaldsdóttir - Japonia – Mayuko Hanawa - Malezja – Deidre Walker |

## Lista uczestniczek
65 kandydatek konkursu Miss Supranational 2023:
| Państwo                  | Kandydatka              | Wiek | Miasto rodzinne  |
| ------------------------ | ----------------------- | ---- | ---------------- |
| Bahamy                   | Maliqué Maranda         | 22   | Wielka Bahama    |
| Belgia                   | Jana Meskens            | 21   | Sint-Amands      |
| Boliwia                  | Stephanie Terrazas      | 27   | Cochabamba       |
| Botswana                 | Dabilo Moses            | 22   | Gaborone         |
| Brazylia                 | Sancler Frantz          | 32   | Arroio do Tigre  |
| Chorwacja                | Anetta Rajkovic         | 19   | Vinkovci         |
| Curaçao                  | Andreina Pereira        | 28   | Willemstad       |
| Czechy                   | Marie Jedličková        | 25   | Štěchovice       |
| Dominikana               | Crystal Matos           | 26   | Santo Domingo    |
| Ekwador                  | Andrea Aguilera         | 22   | Ventanas         |
| Filipiny                 | Pauline Amelinckx       | 27   | Tubigon          |
| Finlandia                | Linda Heinonen          | 21   | Helsinki         |
| Ghana                    | Helen Demey Matey       | 28   | Somanya          |
| Gibraltar                | Michelle Lopez Desoisa  | 23   | Westside         |
| Grecja                   | Maria Cholidou          | 22   | Saloniki         |
| Gwatemala                | Naida Estubier          | 23   | Paryż            |
| Haiti                    | Merlie Fleurizard       | 31   | Port-au-Prince   |
| Hiszpania                | Lola Wilson             | 18   | Malaga           |
| Holandia                 | Luna-Isabella Stienstra | 20   | Heerlen          |
| Hongkong                 | Vinci Chan              | 29   | Hongkong         |
| Islandia                 | Ísabella Þorvaldsdótti  | 20   | Garðabær         |
| Indie                    | Pragnya Ayyagar         | 21   | Hyderabad        |
| Indonezja                | Yasinta Aurellia        | 19   | Sidoarjo         |
| Jamajka                  | Thalia Malcolm          | 27   | Kingston         |
| Japonia                  | Mayuko Hanawa           | 27   | Shimotsuma       |
| Kambodża                 | Chily Tevy              | 26   | Phnom Penh       |
| Kamerun                  | Kevine Ghomba           | 27   | Douala           |
| Kanada                   | Alexa Marie Grant       | 21   | Toronto          |
| Kajmany                  | Melissa Bridgemohan     | 25   | West Bay         |
| Kenia                    | Martha Mwikali          | 29   | Mariakani        |
| Kolumbia                 | Valentina Mora          | 25   | Medellín         |
| Korea Południowa         | Juhyeon Roh             | 22   | Seul             |
| Kostaryka                | Margaret Gray           | 21   | San José         |
| Kuba                     | Monica Aguilar          | 24   | Camagüey         |
| Malezja                  | Deidre Walker           | 28   | Sabah            |
| Mauritius                | Nilmani Hurlall         | 23   | Mahébourg        |
| Meksyk                   | Vanessa López           | 28   | Nogales          |
| Mozambik                 | Suema Abdul Rachid      | 26   | Montepuez        |
| Namibia                  | Romiley Hoffmann        | 21   | Windhuk          |
| Nepal                    | Sama Parajuli           | 22   | Pokhara          |
| Niemcy                   | Maria Ignat             | 24   | Frankfurt        |
| Nikaragua                | Katherine Burgos Reyes  | 22   | Managua          |
| Nigeria                  | Genevieve Ukatu         | 27   | Nnewi            |
| Panama                   | Jillyan Chue            | 27   | Colón            |
| Paragwaj                 | Fabiola Martínez        | 30   | Villarrica       |
| Peru                     | Valeria Flórez          | 26   | Lima             |
| Polska                   | Aleksandra Klepaczka    | 23   | Brójce           |
| Południowa Afryka        | Ayanda Thabethe         | 23   | Pietermaritzburg |
| Portoryko                | Camille Fabery          | 26   | Cataño           |
| Portugalia               | Elodie Lopes            | 23   | Paryż            |
| Rumunia                  | Ioana-Izabela Hotăran   | 20   | Arad             |
| Salwador                 | Luciana Martínez        | 24   | Santa Ana        |
| Słowacja                 | Simona Leskovská        | 32   | Bratysława       |
| Stany Zjednoczone        | Rylee Spinks            | 22   | Sparks           |
| Tajlandia                | Patraporn Wang          | 28   | Bangkok          |
| Togo                     | Mathilde Honyiglo       | 28   | Lomé             |
| Trynidad i Tobago        | Cadiesha Joseph         | 28   | Gasparillo       |
| Turcja                   | Selin Erberk Gürdikyan  | 23   | Stambuł          |
| Ukraina                  | Alina Liashuk           | 29   | Równe            |
| Wenezuela                | Selene Delgado          | 27   | Guatire          |
| Wielka Brytania          | Emma Rose Collingridge  | 25   | Suffolk          |
| Wietnam                  | Ngân Đặng Thanh         | 24   | Sóc Trăng        |
| Wybrzeże Kości Słoniowej | Yasmine Wognin          | 23   | Abidżan          |
| Zambia                   | Candy Mathews           | 33   | Lusaka           |
| Zimbabwe                 | Sakhile Dube            | 25   | Harare           |

## Pozostałe informacje
Państwa, które zadebiutowały w konkursie
- Botswana
- Kajmany
- Mozambik
- Wielka Brytania

### Państwa, które powróciły do konkursu
Ostatni raz w konkursie w 2013:
- Nikaragua

Ostatni raz w konkursie w 2017:
- Gibraltar

Ostatni raz w konkursie w 2018:
- Togo

Ostatni raz w konkursie w 2019:
- Bahamy
- Chorwacja
- Kamerun

Państwa, które zrezygnowały z konkursu
- Anglia
- Argentyna
- Chiny
- Dania
- Francja
- Irlandia
- Kazachstan
- Kirgistan
- Laos
- Lesotho
- Malta
- Singapur
- Urugwaj

Kraje, które wybrały kandydatki, lecz wycofały się z konkursu
- Albania – Klara Musabelliu
- Chile – Francisca Lavandero
- Gwinea Równikowa – Fowzia Abdirashid Abdihakin
- Somalia – Fowzia Abdirashid Abdihakin

## Kandydatki, które brały udział w innych konkursach piękności
|  | Miss World - 2013: Brazylia - Sancler Frantz (Top 6) Miss Universe - 2021: Wielka Brytania - Emma Rose Collingridge (Top 16) - 2022: Polska - Aleksandra Klepaczka Miss Earth - 2018: Kuba - Monica Aguilar - 2021: Panama - Jillyan Chue - 2022: Zimbabwe - Sakhile Dube (Top 8) Miss Grand International - 2018: Ghana - Helen Demey Matey - 2020: Kambodża - Chily Tevy (Top 20) - 2020: Salwador - Luciana Martínez (Top 20) - 2021: Ekwador - Andrea Aguilera (1. wicemiss) - 2022: Mozambik - Suema Abdul Rachid Miss Intercontinental - 2014: Tajlandia - Patraporn Wang (Zwyciężczyni) - 2019: Haiti - Merlie Fleurizard - 2019: Kuba - Monica Aguilar (1. wicemiss) - reprezentowała Stany Zjednoczone Miss Orb International - 2022: Boliwia - Stephanie Terrazas (Top 10) Reinado Internacional del Café - 2022: Salwador - Luciana Martínez (2. wicemiss) The Miss Globe - 2020: Haiti - Merlie Fleurizard - 2022: Nepal - Sama Parajuli - reprezentowała Niemcy Top Model of the World - 2022: Rumunia - Ioana-Izabela Hotăran (Top 15) Miss Beauty Worldwide - 2021: Kostaryka - Margaret Gray (Zwyciężczyni) | Miss Eco International - 2021: Japonia - Mayuko Hanawa (Top 20) Miss Glamour Look International - 2021: Japonia - Mayuko Hanawa (2. wicemiss) Miss Africa International - 2019: Zimbabwe - Sakhile Dube Miss América Latina del Mundo - 2019: Dominikana - Crystal Matos Miss Galaxy - 2019: Wielka Brytania - Emma Rose Collingridge (2. wicemiss) Miss Star Universe - 2019: Mozambik - Suema Abdul Rachid (1. wicemiss) Miss Panamerican International - 2018: Haiti - Merlie Fleurizard (Top 8) World Miss University - 2018: Haiti - Merlie Fleurizard Miss Teenager - 2017: Bahamy - Maliqué Maranda Miss Universal Petite - 2017: Panama - Jillyan Chue (2. wicemiss) Queen of Peace Africa - 2015: Ghana - Helen Demey Matey (Zwyciężczyni) Miss Beauty World International - 2014: Panama - Jillyan Chue (Zwyciężczyni) Reina Hispanoamericana - 2014: Meksyk - Vanessa López (1. wicemiss) Miss Atlantic International - 2011: Brazylia - Sancler Frantz |  |